# Associazione Sportiva Dilettantistica GEAS Basket 2008-2009
Questa voce raccoglie le informazioni riguardanti il Geas Basket Sesto San Giovanni nelle competizioni ufficiali della stagione 2008-2009.

## Stagione
La A.S.D. GEAS Basket nel 2008-09 ha preso parte al campionato femminile italiano di pallacanestro di serie A1.

## Verdetti stagionali
Competizioni nazionali
- Serie A1:

stagione regolare: 6º posto su 14 squadre (16 vinte, 10 perse);
play-off: perde ai quarti di finale da Venezia (serie: 0-2).

## Rosa
|    | Naz.                   | Ruolo | Sportivo                  | Anno | Alt. |  |        |
| -- | ---------------------- | ----- | ------------------------- | ---- | ---- |  | ------ |
| 5  | Italia (bandiera)      | P     | Giulia Arturi             | 1987 | 175  |  |        |
| 6  | Italia (bandiera)      | GA    | Chiara Scattini           | 1990 | 178  |  |        |
| 7  | Stati Uniti (bandiera) | AC    | Iciss Rose Tillis         | 1981 | 194  |  |        |
| 8  | Italia (bandiera)      | A     | Jessica Genta             | 1990 | 170  |  |        |
| 9  | Portogallo (bandiera)  | P     | Patricia Nunes Penicheiro | 1974 | 180  |  |        |
| 10 | Italia (bandiera)      | A     | Manuela Zanon             | 1980 | 187  |  |        |
| 11 | Italia (bandiera)      | A     | Veronica Schieppati       | 1990 | 182  |  |        |
| 12 | Italia (bandiera)      | C     | Alessandra Calastri       | 1985 | 193  |  |        |
| 13 | Svizzera (bandiera)    | G     | Karen Twehues             | 1983 | 181  |  |        |
| 14 | Italia (bandiera)      | G     | Martina Crippa            | 1989 | 178  |  |        |
| 15 | Italia (bandiera)      | G     | Michela Frantini          | 1983 | 175  |  | (cap.) |
| 18 | Mozambico (bandiera)   | C     | Clarisse Machanguana      | 1973 | 193  |  |        |